# Naaba Koom II
Naaba Koom II (né en 1890 mort le 12 mars 1942) était un roi (Moogho Naaba) de Ouagadougou au Burkina Faso intronisé en 1905 comme 34e Mogoho Naaba.

## Biographie
Sous le règne de son père Naaba Siguiri,  Saidou Congo exerce la fonction de Djiba Naaba. À la mort de son père le 16 février 1905 et malgré son jeune âge de 16 ans il est imposé comme Moogho Naaba par l'administration coloniale française le 27 février malgré les réticences du collège électoral traditionnel Mossi. 
Pendant la Première Guerre mondiale le Moogho Naaba envoie des milliers de soldat combattre aux côtés de la France et il obtient le 1er mars 1919 que le territoire voltaïque soit détaché de la colonie du Haut-Sénégal. Toutefois le Gouvernement français décide le 5 septembre 1932 la suppression de la colonie française de la Haute-Volta
du a des probleme financiere que rencontrais la colonie En 1937 les difficultés à administrer le pays et les réclamations du Moogho Naaba amènent le gouvernement français à effectuer une réorganisation de la Côte d'Ivoire dans laquelle avait été intégrée la plus grande partie de la Haute-Volta sous le nom de « Haute Côte d'Ivoire » en nommant en 1938 un administrateur colonial résident à Ouagadougou. Naaba Koom II est décoré en 1939 de la Légion d'honneur et deux de ses fils le Djiba Naaba et le Doulougou Naaba s'engagent dans l'armée lors du conflit avec l'Allemagne. En 1940 le  Mogho Naaba assiste à l'effondrement de la puissance coloniale et il meurt en mars 1942. Son fils, Naaba Sagha II, lui succède.

## Source
- Yamba Tiendrebeogo dit Naba Abgha, « Histoire traditionnelle des Mossi de Ouagadougou », Journal de la Société des Africanistes, t. 33, fasc. 1,‎ 1963, p. 7-46 (ISSN 0399-0346, e-ISSN 1957-7850, DOI 10.3406/jafr.1963.1365).